# Ratpenat groc cendrós
El ratpenat groc cendrós (Lasiurus cinereus) és una espècie de ratpenat de la família dels vespertiliònids. Viu a l'Argentina, Bolívia, el Canadà, Xile, Colòmbia, l'Equador, Guatemala, Mèxic, Panamà, el Paraguai, els Estats Units, l'Uruguai i Veneçuela. El seu hàbitat natural són els boscos. Es tracta d'un animal insectívor. Es creu que no hi ha cap amenaça significativa per a la supervivència d'aquesta espècie, tot i que la població mexicana està afectada per la desforestació i la pertorbació del seu hàbitat pels humans.